# محسن ابراهیم
محسن ابراهیم (۱۳۳۰–۳۰ بهمن ۱۳۸۸) شاعر، نویسنده، کاریکاتوریست، و مترجم برجستهٔ ایرانی ادبیات ایتالیایی بود. اگرچه ابراهیم در سال‌های اخیر به‌طور متمرکز بر ترجمهٔ آثار دینو بوتزاتی اهتمام ورزید، ترجمه‌های وی از ناتالیا گینزبورگ، ایتالو کالوینو، و سایر نویسندگان معاصر ایتالیا در زمرهٔ موفق‌ترین برگردان‌های فارسی ادبیات ایتالیایی محسوب می‌شوند.
از مجموعه آثار بوتزاتی که به قلم محسن ابراهیم به فارسی ترجمه شده بود می‌توان به صحرای تاتارها، شصت داستان، کولومبره و پنجاه داستان دیگر، و متأسفیم از … اشاره کرد. در سال ۲۰۰۱ میلادی محسن ابراهیم به پاس تلاش‌های اش در برگردان و معرفی آثار دینو بوتزاتی به فارسی ارزشمندترین جایزهٔ این بنیاد را دریافت کرد. وی هم چنین کتاب دو جلدی ادبیات و نویسندگان معاصر ایتالیا را تألیف کرد که با پاس آن برندهٔ جایزهٔ نخست ملی ادبیات ایتالیا شد که هر دو سال یک بار به یکی از مترجمین یا نویسندگان بین‌المللی که در شناسایی ادبیات ایتالیای در سطح بین‌المللی اهتمام ورزیده‌اند اهداء می‌شود.
محسن ابراهیم در سی ام بهمن ماه هزار و سیصد و هشتاد و هشت در تهران در منزل خود چشم از جهان فروبست و ترجمهٔ سه کتاب از بوتزاتی را که در دست داشت ناتمام گذاشت.

## تحصیلات
محسن ابراهیم پس از طی تحصیلات مقدماتی در ایران، درجهٔ کارشناسی خود را از آکادمی هنر رُم در کشور ایتالیا و در رشتهٔ طراحی صحنه دریافت کرد.

## کتابشناسی

### تألیف
- ادبیات و نویسندگان معاصر ایتالیا دو مجلد، نوشتهٔ محسن ابراهیم

### رمان و داستان (ترجمه)
- شهر و خانه مجموعه داستان نوشتهٔ ناتالیا گینزبورگ
- فضیلت‌های ناچیز مجموعه مقاله نوشتهٔ ناتالیا گینزبورگ
- افسانه‌های ایتالیایی گردآوری و بازنویسی ایتالو کالوینو
- صحرای تاتارها نوشتهٔ دینو بوتزاتی
- بیست داستان نوشتهٔ دینو بوتزاتی
- شصت داستان نوشتهٔ دینو بوتزاتی
- کولومبره و پنجاه داستان دیگر نوشتهٔ دینو بوتزاتی
- متأسفیم از … نوشتهٔ دینو بوتزاتی

## مقاله
- «زبان جهانی یا نگاه جهانی؛ مسئله این است» ، منتشر شده در خبرگزاری کتاب ایران[۳]

## سایر آثار و فعالیت‌ها
از محسن ابراهیم هم چنین تعداد زیادی کاریکاتور باقی مانده‌است که وی برای برخی از آن‌ها موفق به دریافت جوایز جهانی شده بود.

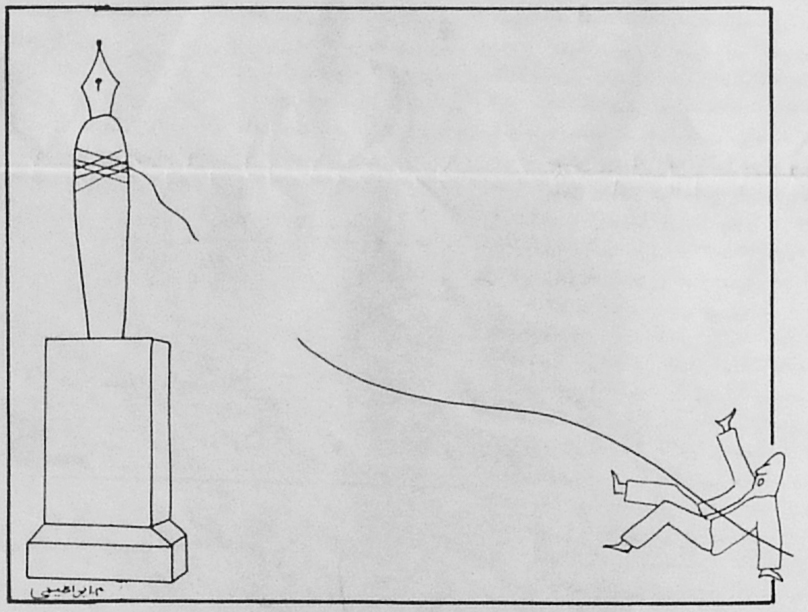
طراحی (کاریکاتور) محسن ابراهیم در روزنامه‌ی ندای آزادی منتشر شده در تاریخ ۶ خردادماه ۱۳۵۸ شمسی